# Catedral da Coroação (Alba Iulia)
A Catedral da Coroação (em romeno: Catedrala Încoronării), dedicada à Santíssima Trindade e aos Arcanjos São Miguel e São Gabriel, é um templo da Igreja Ortodoxa Romena localizado na cidade de Alba Iulia, Romênia. Criada para celebrar a união da Transilvânia com a Romênia, é a sede da Arquidiocese Ortodoxa Romena de Alba Iulia.

## Antecedentes
A catedral e os edifícios circundantes foram erguidos na parte oeste da cidadela de Alba Iulia, como uma continuação da antiga sede metropolitana (então chamada Bălgrad) onde Miguel, o Valente construiu uma ermida de pedra em 1597. Quando a cidadela foi reconstruída em sua forma atual, entre 1713-1714, as autoridades dos Habsburgos demoliram-na e utilizaram seus materiais edificar uma nova igreja próximo à atual estação ferroviária da cidade. Uma igreja de madeira na parte sudeste da cidadela marca o local da antiga catedral metropolitana.
Construída entre 1921 e 1922, a catedral foi concluída a tempo para a coroação de Fernando I e Maria de Edinburgo como monarcas da Grande Romênia, em 15 de outubro de 1922. O evento, que teve lugar na mesma cidade em que foi ratificada a união da Transilvânia com a Romênia, em 1 de dezembro de 1918, foi concebido para dar à ocasião um peso simbólico e religioso. Em 2008, os bustos do rei e da rainha foram assentados em frente ao complexo arquitetônico.